# Islamische Bewegung in Israel

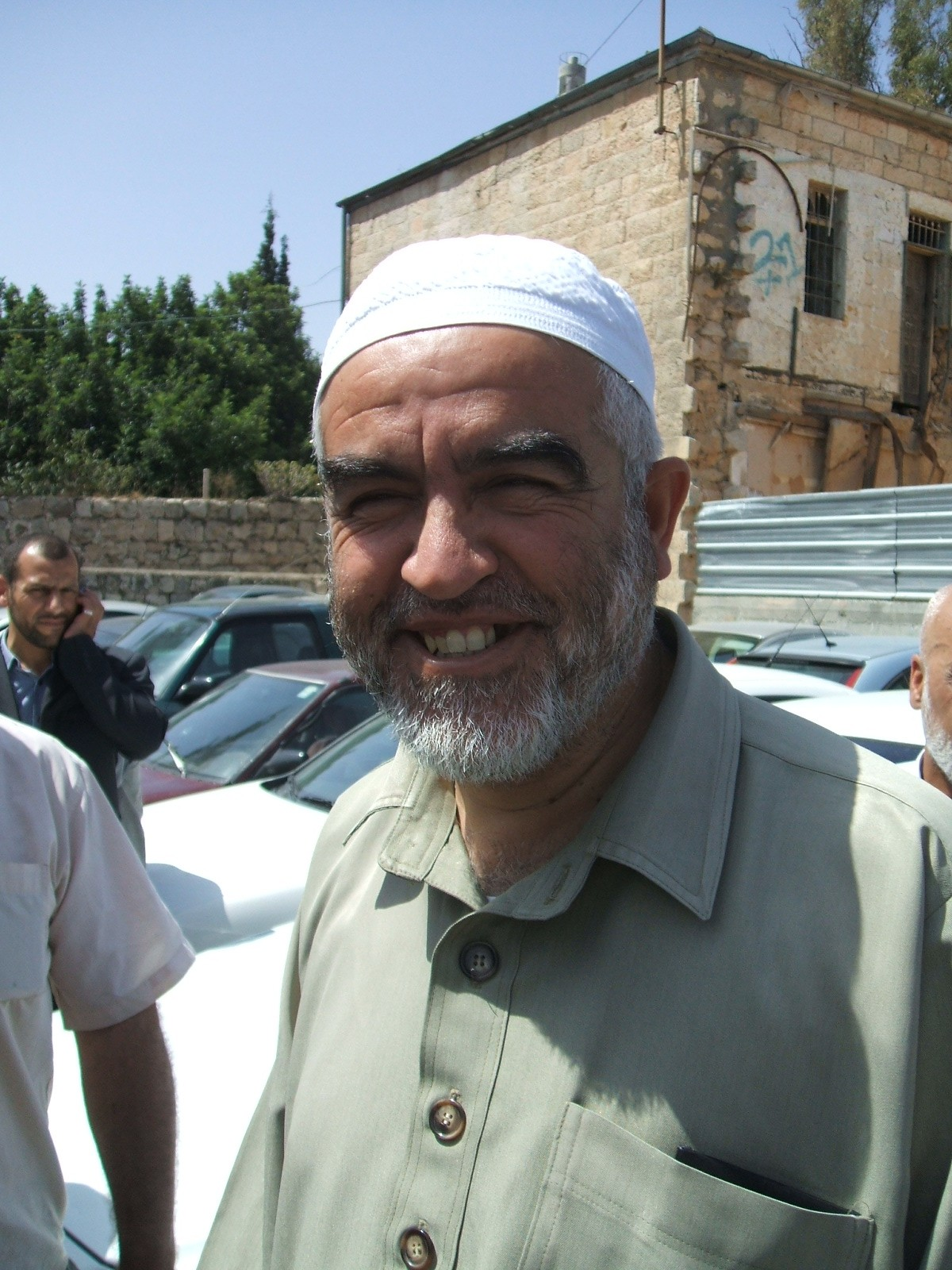
Raed Salah, der Anführer des nördlichen Zweigs der Islamischen Bewegung in Israel.

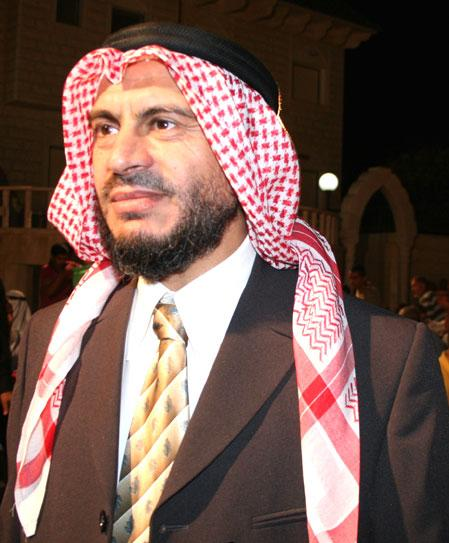
Hamed Abu Daabas, der Anführer des südlichen Zweigs der Islamischen Bewegung in Israel.

Die Islamische Bewegung in Israel (arabisch الحركة الإسلامية في إسرائيل, hebräisch הַתְּנוּעָה הָאִסְלָמִית בְּיִשְׂרָאֵל HaTnūʿah haʾIslamīt bəJisraʾel) ist eine islamistische Bewegung, die sich für den Islam in Israel einsetzt, insbesondere unter Arabern und Tscherkessen.
Die Bewegung wurde 1971 von Abdullah Nimar Darwish gegründet und bis 1991 von ihm geleitet, als er von Ibrahim Sarsur ersetzt wurde. Im Jahr 1996 entschied sich die Bewegung zum ersten Mal in ihrer Geschichte, an den israelischen Parlamentswahlen teilzunehmen. Diese Entscheidung war umstritten. Gegner der Teilnahme, ansässig in Umm al-Fahm, spalteten sich ab und wurden als der „Nördliche Zweig“ bezeichnet, während die Unterstützer, ansässig in Kfar Qasim, als der „Südliche Zweig“ bezeichnet wurden. Der Südliche Zweig wird als gemäßigter angesehen, während der Nördliche Zweig als radikaler betrachtet wird. Der Nördliche Zweig wurde von der israelischen Regierung im November 2015 aufgrund enger Verbindungen zu Hamas und den Muslimbrüdern verboten, obwohl spekuliert wurde, dass er als Untergrundorganisation wieder auftauchen könnte.

## Geschichte

### Vor der Gründung
Die Ursprünge der Islamischen Bewegung lassen sich bis in die späten Jahre des Mandatsgebiets Palästina zurückverfolgen. Die frühe Organisation begann in den Tagen des Arabischen Aufstands von 1936–39 in Palästina, gewann jedoch erst nach dem Zweiten Weltkrieg an Fahrt, als es zu einer Zusammenarbeit zwischen dem Großmufti von Jerusalem Haj Amin al-Husseini und der Muslimbruderschaft kam, die die Mutterbewegung der Islamischen Bewegung in Israel ist.
Während des Palästinakriegs von 1948 kooperierte die Bewegung mit dem Arabischen Oberkomitee, ähnlich wie der ägyptische Zweig der Muslimbruderschaft, der mit dem ägyptischen Militär kooperierte. Als Folge davon erlitt sie nach dem Krieg einen schweren Rückschlag, da alle ihre Institutionen im neu gegründeten jüdischen Staat geschlossen wurden. Während der Zeit des Kriegsrechts für israelische Araber zwischen 1949 und 1966 wurde die Bewegung unterdrückt. Die Institutionen, die im Westjordanland verblieben, wurden von jordanischen Behörden kontrolliert, die das Westjordanland beherrschten. Obwohl es im Gazastreifen während der 1950er Jahre unter ägyptischer Herrschaft zu einer leichten Erholung kam, nahm auch dort ihr Einfluss bis 1967 stetig ab.
Der Sechs-Tage-Krieg im Jahr 1967 führte zu erneuter Unterstützung für die Palästinensische Befreiungsorganisation (PLO). Der neu geschaffene Kontakt zwischen israelischen Arabern und palästinensischen Arabern in den 1967 besetzten Gebieten, in denen es der Bewegung gelungen war, sich einigermaßen zu organisieren, trug ebenfalls zu diesem Wiedererstarken bei. Im Rahmen der neuen Vereinbarungen wurden Mitglieder der Islamischen Bewegung in Israel zum Studium in religiöse Einrichtungen in den besetzten Gebieten geschickt. Gleichzeitig begann die Regierung von Saudi-Arabien, muslimischen Bürgern Israels die Teilnahme an der Haddsch nach Mekka zu erlauben (alle anderen Inhaber israelischer Pässe dürfen nicht in das Land einreisen).

### Von der Gründung bis zur Spaltung
Im Jahr 1971 wurde die Islamische Bewegung in Israel von Abdullah Nimar Darwish gegründet, nachdem er sein religiöses Studium in Nablus abgeschlossen hatte. In den 1970er Jahren konzentrierte sich die Bewegung hauptsächlich darauf, Wohlfahrtsdienste für die muslimische Gemeinschaft zu etablieren, die parallel zu denen des Staates verliefen. Zu ihren Aktivitäten gehörten die Bereitstellung von Computern für Schulen, die Gründung einer islamischen Fußballliga, Vermittlung von Eheschließungen, karitative Aktivitäten und mehr.
Parallel zu diesen karitativen Tätigkeiten gründeten mehrere Führungspersonen der Bewegung unter der Leitung von Darwish eine Organisation namens Osrat al-Jihad („Die Familien des Jihad“) mit dem Ziel, „einen arabischen islamischen Staat in Palästina“ zu etablieren. Die Leiter der Organisation wurden 1979 nach einem versuchten kleineren Angriff auf einen Kibbuz in Zentralisrael verhaftet, der keine Bedrohung für Menschenleben darstellte. Dutzende Mitglieder verbüßten Haftstrafen von wenigen Monaten bis zu drei Jahren Gefängnis. Im Gefängnis beschlossen die Mitglieder, ihre Arbeit unter israelischem Recht fortzusetzen.
In den 1980er Jahren erlebte die Bewegung einen rapiden Anstieg an Unterstützung.
Mit dem Ausbruch der Ersten Intifada gründete die Bewegung das 'Islamic Relief Committee', dessen Ziel es war, Bedürftigen in den besetzten Gebieten zu helfen, insbesondere denen, die durch Operationen der Israelischen Verteidigungsstreitkräfte (IDF) geschädigt wurden.
Im Jahr 1989 entschied sich die Bewegung, an den Wahlen für mehrere arabische Gemeinden teilzunehmen, bei denen sie die Kontrolle über sechs Stadträte gewann und in anderen erhebliche Fortschritte erzielte. Der bedeutendste Sieg wurde von Sheikh Raed Salah in Umm al-Fahm errungen, das anschließend zum Zentrum der Bewegung wurde.
Das Oslo I-Abkommen führte zu einer Spaltung in der Bewegung, wobei sich der nördliche Zweig dem Abkommen widersetzte (ähnlich der Position von Hamas), während der südliche Zweig das Abkommen unterstützte. Im Jahr 1994 wurde die Aktivität der Bewegung in der jüdischen Öffentlichkeit spürbar, als Salah versuchte, zwischen Israel und Hamas in der Angelegenheit des gefangenen israelischen Soldaten Nakhshon Waxman zu vermitteln.
Im Jahr 1995 schloss der israelische Inlandsgeheimdienst Shin Bet das 'Islamic Relief Committee', nachdem festgestellt wurde, dass diese Organisation finanzielle Unterstützung an die Familien von Hamas-Mitgliedern gewährte. Es wurde schnell unter dem Namen 'The Humanitarian Rescue Committee' wiedereröffnet, dessen Ziele nahezu identisch waren. Im Jahr 1997 wurde das Komitee zum zweiten Mal geschlossen (wenn auch nur für kurze Zeit), und anschließend wurden Beschränkungen für seine Aktivitäten verhängt.

### Zwei getrennte Zweige
Im Jahr 1996 entschied sich die Bewegung, an den Knesset-Wahlen teilzunehmen, nachdem die Idee zuvor dreimal abgelehnt worden war. Diese Entscheidung festigte die Spaltungen zwischen dem nördlichen und südlichen Zweig der Bewegung. Der nördliche Zweig unter der Führung von Raed Salah argumentierte, dass Wahlen boykottiert werden sollten. Der südliche Zweig, unter der Leitung von Ibrahim Sarsur, trat manchmal gemeinsam mit der Arabischen Demokratischen Partei oder mit der Vereinten Liste an, und manchmal unabhängig unter dem Namen Vereinigte Arabische Liste; 2021 schloss er sich der israelischen Regierungskoalition an.
Vor dem Besuch von Ariel Sharon auf dem Tempelberg schürte die Bewegung Aufregung unter den israelischen Arabern. Nach dem Besuch setzten beide Zweige der Bewegung ihre Anhänger weiterhin dazu an, Gewalt anzuwenden, um „den Berg zu schützen“. Laut der Or-Kommission trugen diese Aufrufe zur Gewalt wesentlich zur aufgeheizten Stimmung in der arabischen Öffentlichkeit bei und verschärften die Ereignisse im Oktober 2000 erheblich.
Im Jahr 2002 wurde das 'Humanitarian Rescue Committee' geschlossen, und nach kurzer Zeit wurde stattdessen 'The Organization of the Humanitarian Rescue Committee' gegründet. Im selben Jahr entschied Eli Yishai, damals Innenminister, die Zeitung des nördlichen Zweigs zu schließen, obwohl diese Entscheidung nie umgesetzt wurde.
Im Jahr 2003 wurden die Köpfe des nördlichen Zweigs der Bewegung unter dem Verdacht festgenommen, Hamas zu unterstützen, aber zwei Drittel von ihnen wurden fast sofort freigelassen. Die verbleibenden Verdächtigen wurden inhaftiert, die meisten von ihnen wurden jedoch 2005 nach Abschluss eines Deals freigelassen. Sowohl die Festnahmen als auch der Deal stießen sowohl im linken als auch im rechten politischen Lager in Israel auf Widerstand. Die Hauptvorwürfe, wegen derer die Inhaftierten beschuldigt wurden, waren finanzielle Vergehen wie Steuerhinterziehung, aber auch der Kontakt mit einem ausländischen Agenten und der Kontakt mit einer terroristischen Gruppe. Letztendlich wurden nur die wirtschaftlichen Straftaten als wahr befunden.
Diese beiden Ereignisse sowie die Geschichte der Anstiftung durch die Bewegung haben das Bild der Gruppe in der jüdischen Öffentlichkeit geprägt, die sie größtenteils als terroristische Organisation betrachtet. Es gab viele Forderungen, die Bewegung zu verbieten.
Im Jahr 2007 reagierte der Anführer der Islamischen Bewegung (südlicher Zweig) Abdullah Nimr Darwish auf die Äußerungen von Mahmud Ahmadinedschad zum Holocaust und „verurteilte“ die Leugnung des Holocaust. Er sagte auch, dass antisemitische Texte in der muslimischen Welt dem wahren Geist des Islam entgegenstehen. Gleichzeitig kritisierte er Israel dafür, dass es eine saudische Friedensinitiative unterstützte, die Hamas und Fatah einschloss.
Im Jahr 2012 wurden die Murabitat und Mourabitoun vom nördlichen Zweig gegründet, nachdem die Befürchtung aufkam, dass der Status quo auf dem Tempelberg von Israel verändert werden könnte.

### Verbot des nördlichen Zweigs
Am 9. September 2015 verbot Israel sowohl die Murabitat als auch die Mourabitoun und erklärte, dass sie eine Quelle der Anstiftung und Gewalt seien. Verteidigungsminister Moshe Yaalon sagte in einer Erklärung, dass sie „die Hauptursache für die Spannungen und Gewalt auf dem Tempelberg (Al-Aqsa-Komplex) und speziell in Jerusalem“ seien.
Im November 2015 verbot das israelische Sicherheitskabinett unter der Leitung von Premierminister Benjamin Netanyahu den nördlichen Zweig aufgrund von Beweisen, die von der Israelischen Polizei und dem israelischen Geheimdienst Shin Bet gesammelt wurden. Diese Beweise zeigten angeblich, dass die Bewegung enge Verbindungen zu Hamas und den Muslimbrüdern hatte. Die mutmaßlichen Verbindungen der Organisation zu Hamas waren ein entscheidender Auslöser für die Entscheidung; der nördliche Zweig erhielt Finanzmittel von Hamas-affilierten Gruppen und arbeitete mit Hamas bei institutionellen Aktivitäten zusammen.
Der Leiter des Shin Bet, Yoram Cohen, widersprach der Entscheidung des Kabinetts, den nördlichen Zweig zu verbieten. Nach seinen Aussagen gab es keine Beweise für Verbindungen zu Terroranschlägen, und die Entscheidung würde als Kriegserklärung an Israels muslimische Gemeinschaft und als Angriff auf die politischen Rechte seiner palästinensischen Minderheit angesehen werden. Das Verbot der Bewegung würde laut Cohen „mehr Schaden als Nutzen“ bringen.
Als Folge der Entscheidung, den nördlichen Zweig zu verbieten, durchsuchte die Polizei mehr als ein Dutzend ihrer Büros, beschlagnahmte Computer, Akten und Geldmittel und befragte mehrere Mitglieder, einschließlich Salah und seines Stellvertreters. Die israelische Regierung sperrte auch die Bankkonten des nördlichen Zweigs und ordnete die Schließung von 17 Organisationen an, die mit dem Zweig verbunden waren.
Der israelische Rechtsprofessor Aeyal Gross schrieb für die linksgerichtete israelische Zeitung Haaretz und behauptete, dass das Verbot Tausende von Bürgern kriminalisierte. Jeder, der im Namen des nördlichen Zweigs handelte, darin eine Position hatte, an einem seiner Treffen teilnahm oder eines seiner Bücher, Zeitschriften oder Flugblätter oder jede andere Veröffentlichung besaß, konnte strafrechtlich verfolgt und zu einer Haftstrafe von bis zu zehn Jahren verurteilt werden.

## Fehlgeschlagener Bombenanschlag
Am 27. Dezember 2016 enthüllte der Shin Bet, dass es zwei Männer angeklagt hatte, die verdächtigt wurden, einen Bombenanschlag als Vergeltung für das Verbot des nördlichen Zweigs geplant zu haben. Ein dritter Mann wurde 2017 angeklagt. Der Shin Bet behauptete, sie planten, israelische Soldaten an drei möglichen Orten im Negev anzugreifen: Dimona, Arad oder der Luftwaffenstützpunkt Nevatim.